# Herzbewohner
Herzbewohner ist das erste Studioalbum der deutschen Schlagersängerin Kerstin Ott. Es wurde im 2. Dezember 2016 bei Polydor/Universal Music veröffentlicht.

## Entstehungsgeschichte
Kerstin Ott nahm den Song Die immer lacht 2005 in einem kleinen privaten Tonstudio für eine erkrankte Freundin auf. Das DJ-Duo Stereoact entdeckte den Song 2015 und veröffentlichte einen Deep-House-Remix auf dem Plattenlabel Kontor. Das Lied wurde ein Hit und machte Kerstin Ott quasi über Nacht bekannt. Das Label Polydor/Universal nimmt die Musikerin, die bis dato als Maler und Lackiererin arbeitete unter Vertrag. Gemeinsam mit Thorsten Brötzmann und Lukas Hainer schrieben und produzierten sie das Album Herzbewohner, das am 2. Dezember 2016 erschien.
Ihr Hit Die immer lacht ist auf dem Album in zwei verschiedenen Versionen vertreten: als Akustik und als Mix-Version.

## Titelliste
| #  | Titel                                                 | Autor(en)                                                 | Produzent(en)                  | Länge |
| -- | ----------------------------------------------------- | --------------------------------------------------------- | ------------------------------ | ----- |
| 1  | Scheissmelodie                                        | Thorsten Brötzmann, Lukas Hainer, Kerstin Ott             | Thorsten Brötzmann, Roman Lüth | 3:27  |
| 2  | Herzbewohner                                          | Thorsten Brötzmann, Lukas Hainer, Kerstin Ott             | Silverjam                      | 3:23  |
| 3  | Kleine Rakete                                         | Thorsten Brötzmann, Lukas Hainer, Kerstin Ott             | Thorsten Brötzmann, Roman Lüth | 3:12  |
| 4  | Ich will nicht tanzen                                 | Thorsten Brötzmann, Lukas Hainer, Kerstin Ott             | Thorsten Brötzmann, Roman Lüth | 3:19  |
| 5  | Das kleine Glück                                      | Thorsten Brötzmann, Lukas Hainer, Kerstin Ott             | Thorsten Brötzmann, Roman Lüth | 2:58  |
| 6  | Der Blick in deinen Augen                             | Thorsten Brötzmann, Lukas Hainer, Kerstin Ott             | Thorsten Brötzmann, Roman Lüth | 2:48  |
| 7  | Über den Dächern                                      | Thorsten Brötzmann, Lukas Hainer, Kerstin Ott             | Thorsten Brötzmann, Roman Lüth | 3:32  |
| 8  | Freier Vogel                                          | Ronny Rockstroh, Kerstin Ott                              | Ronny Rockstroh                | 4:09  |
| 9  | Meer seh'n                                            | Thorsten Brötzmann, Roman Lüth, Lukas Hainer, Kerstin Ott | Thorsten Brötzmann, Roman Lüth | 3:09  |
| 10 | Sie liebt den Augenblick                              | Thorsten Brötzmann, Lukas Hainer, Kerstin Ott             | Thorsten Brötzmann, Roman Lüth | 3:35  |
| 11 | Anders sein                                           | Thorsten Brötzmann, Lukas Hainer, Kerstin Ott             | Thorsten Brötzmann, Roman Lüth | 3:53  |
| 12 | Ich hab dich nicht vergessen                          | Thorsten Brötzmann, Lukas Hainer, Kerstin Ott             | Thorsten Brötzmann, Roman Lüth | 3:36  |
| 13 | Die immer lacht (Akustik) (Stereoact feat.)           |                                                           |                                | 2:49  |
| 14 | Die immer lacht (Extended 2016 Mix) (Stereoact feat.) |                                                           |                                | 5:16  |
|    | Gold Edition                                          |                                                           |                                |       |
| 1  | Lebe laut                                             | Thorsten Brötzmann, Lukas Hainer, Kerstin Ott             | Thorsten Brötzmann, Roman Lüth | 3:41  |
| 2  | Scheissmelodie                                        | Thorsten Brötzmann, Lukas Hainer, Kerstin Ott             | Thorsten Brötzmann, Roman Lüth | 3:27  |
| 3  | Fernrohr                                              |                                                           |                                | 3:07  |
| 4  | Herzbewohner                                          | Thorsten Brötzmann, Lukas Hainer, Kerstin Ott             | Silverjam                      | 3:23  |
| 5  | Kleine Rakete                                         | Thorsten Brötzmann, Lukas Hainer, Kerstin Ott             | Thorsten Brötzmann, Roman Lüth | 3:12  |
| 6  | Ich will nicht tanzen                                 | Thorsten Brötzmann, Lukas Hainer, Kerstin Ott             | Thorsten Brötzmann, Roman Lüth | 3:19  |
| 7  | Was ihr hör'n wollt (sag ich nicht)                   |                                                           |                                | 3:44  |
| 8  | Das kleine Glück                                      | Thorsten Brötzmann, Lukas Hainer, Kerstin Ott             | Thorsten Brötzmann, Roman Lüth | 2:58  |
| 9  | Der Blick in deinen Augen                             | Thorsten Brötzmann, Lukas Hainer, Kerstin Ott             | Thorsten Brötzmann, Roman Lüth | 2:48  |
| 10 | Über den Dächern                                      | Thorsten Brötzmann, Lukas Hainer, Kerstin Ott             | Thorsten Brötzmann, Roman Lüth | 3:32  |
| 11 | Was nicht passt                                       |                                                           |                                | 2:57  |
| 12 | Freier Vogel                                          | Ronny Rockstroh, Kerstin Ott                              | Ronny Rockstroh                | 4:09  |
| 13 | Meer seh'n                                            | Thorsten Brötzmann, Roman Lüth, Lukas Hainer, Kerstin Ott | Thorsten Brötzmann, Roman Lüth | 3:09  |
| 14 | Da fehlt sowas wie du                                 |                                                           |                                | 3:32  |
| 15 | Sie liebt den Augenblick                              | Thorsten Brötzmann, Lukas Hainer, Kerstin Ott             | Thorsten Brötzmann, Roman Lüth | 3:35  |
| 16 | Anders sein                                           | Thorsten Brötzmann, Lukas Hainer, Kerstin Ott             | Thorsten Brötzmann, Roman Lüth | 3:53  |
| 17 | Ich hab dich nicht vergessen                          | Thorsten Brötzmann, Lukas Hainer, Kerstin Ott             | Thorsten Brötzmann, Roman Lüth | 3:36  |
| 18 | Die immer lacht (Akustik) (Stereoact feat.)           |                                                           |                                | 2:49  |
| 19 | Die immer lacht (Extended 2016 Mix) (Stereoact feat.) |                                                           |                                | 5:16  |

## Musikstil
Kerstin Ott verbindet auf ihrem ersten Album „emotionalen, deutschsprachigen Schlager mit eingängigen Club- und Dance-Beats.“ Auch Elemente aus dem Pop und dem Folk sind auf dem Album vertreten. Die Texte sind persönlich und meistens aufbauend formuliert, allerdings mit einem melancholischen Grundtenor versehen.

## Rezeption
Schlagerportal.com schrieb: „Auf der CD Herzbewohner verbindet Kerstin Ott eingängige Melodic- und Deep House-Sounds mit ausdrucksstarken Club-Beats und einer entspannten Akustikgitarre. Dazu noch Kerstins außergewöhnliche, fast süchtig machende Stimme – und fertig ist das Erfolgsrezept.“ Schlager.de hob den „eigenwilligen Sound zwischen Dancefloor und Lagerfeueratmosphäre“ und die autobiographischen Texte hervor.

## Singles
Ausgekoppelt wurden die beiden Singles Scheissmelodie und Lebe laut. Erstere erschien am 5. August 2016 und erreichte Platz 31 der deutschen Charts sowie eine Goldene Schallplatte.
| Jahr | Titel Album                           | Höchstplatzierung, Gesamtwochen, AuszeichnungChartplatzierungen (Jahr, Titel, Album, Platzierungen, Wochen, Auszeichnungen, Anmerkungen) | Höchstplatzierung, Gesamtwochen, AuszeichnungChartplatzierungen (Jahr, Titel, Album, Platzierungen, Wochen, Auszeichnungen, Anmerkungen) | Höchstplatzierung, Gesamtwochen, AuszeichnungChartplatzierungen (Jahr, Titel, Album, Platzierungen, Wochen, Auszeichnungen, Anmerkungen) | Anmerkungen                                              |
| Jahr | Titel Album                           | DE | AT | CH | Anmerkungen                                              |
| ---- | ------------------------------------- | --- | --- | --- | -------------------------------------------------------- |
| 2016 | Scheissmelodie Herzbewohner           | DE31 Gold · (15 Wo.)DE | AT69 (2 Wo.)AT | — | Erstveröffentlichung: 5. August 2016 Verkäufe: + 200.000 |
| 2017 | Lebe laut Herzbewohner (Gold-Edition) | — | — | — | Erstveröffentlichung: 4. August 2017                     |

## Chartplatzierungen
| ChartsChartplatzierungen | Höchstplatzierung | Wochen |
| ------------------------ | ----------------- | ------ |
| Deutschland (GfK)        | 4 (94 Wo.)        | 94     |
| Österreich (Ö3)          | 39 (8 Wo.)        | 8      |
| Schweiz (IFPI)           | 49 (2 Wo.)        | 2      |

## Auszeichnungen für Musikverkäufe
| Land/Region        | Auszeichnungen für Musikverkäufe (Land/Region, Auszeichnung, Verkäufe) | Verkäufe |
| ------------------ | ---------------------------------------------------------------------- | -------- |
| Deutschland (BVMI) | Platin                                                                 | 200.000  |
| Österreich (IFPI)  | Gold                                                                   | 7.500    |
| Insgesamt          | 1× Gold · 1× Platin ·                                                  | 207.500  |

Hauptartikel: Kerstin Ott#Auszeichnungen für Musikverkäufe